# Пътищата на съдбата
Пътищата на съдбата (на турски: Yanık Koza, в най-близък превод Изгорял пъшкул) е турски драматичен телевизионен сериал, чиято премиера е през 2005 г.

## Актьорски състав
- Явуз Бингьол – Галип Челеби
- Башак Кьоклюкая – Ханзаде Челеби
- Чолпан Илхан – Есманур Челеби
- Мустафа Алабора – Асаф Челеби
- Айча Инджи – Лейля Емирли
- Мете Хорозолу – Йодемиш/Семих
- Сердар Йозер – Акън Челеби
- Седеф Авджъ – Балъм
- Бурак Давутолу – Вайсел

## В България
В България сериалът започва на 31 август 2009 г. по bTV от 14:30 часа. На 7 февруари 2011 г. започва повторно излъчване. Ролите се озвучават от Красимира Кузманова, Вера Методиева, Стефан Сърчаджиев - Съра, и Иван Танев.